# Голая бухта
«Голая бухта» (фин. Vuosaari) — финский фильм 2012 года режиссёра Аку Лоухимиеса.
Премьера фильма в Финляндии состоялась 3 февраля 2012 года.
В главных ролях — финские актрисы Алма Пёюсти (внучка актёра Лассе Пёюсти) и Айно Лоухимиес (дочь режиссёра), а также британский актёр Шон Пертви.
Музыкальным лейтмотивом фильма стала песня Hetken tie on kevyt в исполнении певицы Лауры Нярхи, мелодия которой в различных вариациях проходит через весь фильм.

## История съёмок и проката
Работа над фильмом началась в 2010 году, съёмки проходили в первой половине 2011 года. Премьера фильма в Финляндии состоялась 3 февраля 2012 года.
Фильм был включён в основную программу 34-го Московского международного кинофестиваля (июнь 2012).
Рейтинг фильма в базе данных Internet Movie Database по состоянию на 5 июня 2012 года составлял 6,7.

## Сюжет
Как и в предыдущих своих фильмах, «Плохая земля» и «Белый город», Лоухимиес в «Голой гавани» показывает сложность и неоднозначность человеческих отношений, однако этот фильм отличается от предыдущих счастливым концом. Режиссёр объясняет этот факт тем, что он стал с возрастом более романтичным.
Сюжет картины представляет собой переплетение нескольких историй любви, связанных общим местом действия, — расположенным на берегу моря самым восточным хельсинкским районом Вуосаари.
Лоухимиес на вопрос, почему место действия выбрано именно таким, ответил, что, в принципе, его можно было бы перенести и куда-нибудь ещё, однако пространство Вуосаари показалось ему и сценаристам вполне подходящим: это современный городской район, имеющий достаточно интересный внешний вид, и, самое главное, здесь активно течёт жизнь.

## В ролях
- Алма Пёусти (Alma Pöysti) — Марика
- Айно Лоухимиес (Aino Louhimies) — Аурора
- Шон Пертви — Роберт
- Деограциас Масоми (Deogracias Masomi) — Майк
- Лаура Бирн — Ийрис
- Конста Мякеля (Konsta Mäkelä) — бабушка
- Аманда Пилке (Amanda Pilke) — Милла
- Танели Мякеля (Taneli Mäkelä) — отец Миллы
- Яспер Пяаккёнен (Jasper Pääkkönen) — Андерс
- Ээмели Лоухимиес (Eemeli Louhimies) — Валттери
- Екатерина Новосёлова (Jekaterina Novosjolova) — мать Валттери
- Пертти Свехолм (Pertti Sveholm) — Антеро
- Топи Тарвайнен (Topi Tarvainen) — Алекси
- Мери Ненонен (Meri Nenonen) — мать Алекси
- Ленна Куурмаа — Вийви
- Мария Ярвенхельми — сестра Марики
- Пекка Странг — Лаури

## Локальные названия
В англоязычных странах фильм шёл под названием Naked Harbour.

## Комментарии
1. ↑  Русское название фильма «Голая бухта» — согласно программе  34-го Московского международного кинофестиваля[3].